# Константиновка (Могилёвская область)
Константи́новка — деревня в составе Кадинского сельсовета Могилёвского района Могилёвской области Республики Беларусь.

## Географическое положение
Ближайшие населённые пункты: Могилёв, Шапчицы.